# New Kensington
New Kensington est une ville située au nord-ouest du comté de Westmoreland, en Pennsylvanie, aux États-Unis,. En 2010, elle comptait une population de 13 116 habitants, estimée au 1er juillet 2020 à 12 281 habitants. La ville est fondée en 1891 et incorporée en 1934.

## Démographie
Lors du recensement de 2010, la ville comptait une population de 13 116 habitants. Elle est estimée, en 2020, à 12 281 habitants.